# ماكس ميرملستين
ماكس ميرملستين (بالإنجليزية: Max Mermelstein)‏ (1 نوفمبر 1942 - 12 سبتمبر 2008)، وهو مهرب مخدرات كان يعمل لصالح كارتل ميدلين في أواخر عقد 1970 وبداية العقد 1980، وأصبح فيما بعد مخبرا أساسيا ضد المنظمة. على حد تعبير المحامي الأمريكي في لوس أنجلوس «جيمس والش» يقول: «قد يكون ماكس ميرملستين على الأرجح الشاهد الحكومي الأكثر قيمة في مسائل المخدرات التي عرفه هذا البلد». وأصبح «سلاحا للحكومة». تشوهت سمعته بتهريب 56 طنا من الكوكايين تقدر قيمتها 12.5 مليار دولار إلى الولايات المتحدة، وقد وصفه المحامي توم جونستون بـ«مجرد الرجل اليهودي اللطيف الذي دخل في الصناعة الخاطئة».